# Amblyjoppa fumipennis
Amblyjoppa fumipennis là một loài tò vò trong họ Ichneumonidae.